# Зезе Прокопіо
Жозе Прокопіо Мендеш, більш відомий як Зезе Прокопіо (порт. José Procópio Mendes (Zezé Procópio), 12 серпня 1913, Варджина — 8 лютого 1980, Валенса) — бразильський футболіст, що грав на позиції півзахисника, зокрема, за клуби «Ботафогу» та «Палмейрас», а також національну збірну Бразилії.
П'ятиразовий переможець Ліги Мінейро. Дворазовий переможець Ліги Пауліста. 

## Клубна кар'єра
У футболі дебютував 1932 року виступами за команду «Вілла Нова», в якій провів чотири сезони. 
Протягом 1937—1938 років захищав кольори клубу «Атлетіко Мінейру».
Своєю грою за останню команду привернув увагу представників тренерського штабу клубу «Ботафогу», до складу якого приєднався 1938 року. Відіграв за команду з Ріо-де-Жанейро наступні чотири сезони своєї ігрової кар'єри.
Згодом з 1942 по 1944 рік грав у складі команд клубів «Палмейрас» та «Сан-Паулу».
1945 року повернувся до клубу «Палмейрас», за який відіграв 3 сезони. Завершив професійну кар'єру футболіста у 1948 році.
| Дата       | Місто          | Господарі | Результат | Гості          | Турнір                           | Голи | Примітки |
| ---------- | -------------- | --------- | --------- | -------------- | -------------------------------- | ---- | -------- |
| 05.06.1938 | Страсбур       | Бразилія  | 6 – 5     | Польща         | ЧС 1938                          | -    |          |
| 12.06.1938 | Бордо          | Бразилія  | 1 – 1     | Чехословаччина | ЧС 1938                          | -    |          |
| 16.06.1938 | Марсель        | Італія    | 2 – 1     | Бразилія       | ЧС 1938                          | -    |          |
| 19.06.1938 | Бордо          | Бразилія  | 4 – 2     | Швеція         | ЧС 1938                          | -    |          |
| 22.01.1939 | Ріо-де-Жанейро | Бразилія  | 3 – 2     | Аргентина      | Копа Рока                        | -    |          |
| 05.03.1940 | Буенос-Айрес   | Аргентина | 6 – 1     | Бразилія       | Копа Рока                        | -    |          |
| 10.03.1940 | Буенос-Айрес   | Аргентина | 2 – 3     | Бразилія       | Копа Рока                        | -    |          |
| 17.03.1940 | Авельянеда     | Аргентина | 5 – 1     | Бразилія       | Копа Рока                        | -    |          |
| 24.03.1940 | Ріо-де-Жанейро | Бразилія  | 3 – 4     | Уругвай        | Копа Ріо Бранко                  | -    |          |
| 31.03.1940 | Ріо-де-Жанейро | Бразилія  | 1 – 1     | Уругвай        | Копа Ріо Бранко                  | -    |          |
| 14.05.1944 | Ріо-де-Жанейро | Бразилія  | 6 – 1     | Уругвай        | товариський матч                 | -    |          |
| 18.05.1944 | Сан-Паулу      | Бразилія  | 4 – 0     | Уругвай        | товариський матч                 | -    |          |
| 16.12.1945 | Ріо-де-Жанейро | Бразилія  | 3 – 4     | Аргентина      | Копа Рока                        | -    |          |
| 20.12.1945 | Ріо-де-Жанейро | Бразилія  | 6 – 2     | Аргентина      | Копа Рока                        | -    |          |
| 23.12.1945 | Ріо-де-Жанейро | Бразилія  | 3 – 1     | Аргентина      | Копа Рока                        | -    |          |
| 09.01.1946 | Монтевідео     | Уругвай   | 1 – 1     | Бразилія       | Копа Ріо Бранко                  | -    |          |
| 23.01.1946 | Буенос-Айрес   | Бразилія  | 4 – 3     | Уругвай        | Чемпіонат Південної Америки 1946 | -    |          |
| 29.01.1946 | Буенос-Айрес   | Бразилія  | 1 – 1     | Парагвай       | Чемпіонат Південної Америки 1946 | -    |          |
| 03.02.1946 | Буенос-Айрес   | Бразилія  | 5 – 1     | Чилі           | Чемпіонат Південної Америки 1946 | -    |          |
| 10.02.1946 | Буенос-Айрес   | Аргентина | 2 – 0     | Бразилія       | Чемпіонат Південної Америки 1946 | -    |          |
| Усього     |                | Матчів    | 20        |                | Голів                            | 0    |          |

Помер 8 лютого 1980 року на 67-му році життя у місті Валенса.

## Титули і досягнення
- Переможець Ліги Мінейро (5):

«Вілла Нова»: 1933, 1934, 1935
«Атлетіко Мінейру»: 1936, 1938
- Переможець Ліги Пауліста (2):

«Палмейрас»: 1942, 1947
- Бронзовий призер чемпіонату світу: 1938
- Срібний призер Чемпіонату Південної Америки: 1946